# 佩德羅尼拉

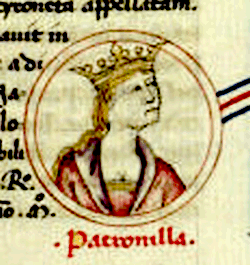
15世紀巴塞羅那系譜中的佩德羅尼拉畫像

佩德羅尼拉（1136年6月29日/8月11日—1173年10月15日)，亦可稱為Petronila或 Petronella (亞拉岡語： or 亞拉岡語：），亞拉岡女王和巴塞羅那伯爵夫人（1137年/1157年－1164年）。佩德羅尼拉是拉米羅二世與王后阿基坦的阿格尼絲的唯一子女。

## 生平
父親拉米羅二世本是巴瓦斯特羅-蒙松候任任主教，他的兄長阿方索一世於1134年逝世後無嗣，拉米羅二世被選為亞拉岡國王。為了誕下繼承人，即位後於1135年便與阿基坦公爵威廉九世的女兒阿格尼絲結婚。妻子結婚後於翌年在韋斯卡誕下了女兒佩德羅尼拉，亞拉岡的貴族反對與卡斯提爾國王阿方索七世（阿方索一世的繼子）的兒子桑喬訂婚，他們於佩德羅尼拉於1歲時（1137年8月11日）便與年紀大她20歲的巴塞羅那伯爵拉蒙·貝倫格爾四世在巴爾瓦斯特羅訂婚。同年11月13日，拉米羅二世便宣佈將國王的權力交給他的女婿拉蒙·貝倫格爾四世重返修道院生活，令拉蒙·貝倫格爾四世成為“亞拉岡親王”及王國軍隊的首長。
1150年8月，當佩德羅尼拉十四歲時在萊里達舉行的婚禮，並於1151年初當她15歲時完婚。她們一共有5名子女：佩德羅（1152年－1157年），拉蒙·貝倫格爾（1157年－1196年），佩德羅（1158年－1181年）（其後改名為拉蒙·貝倫格爾），杜爾切（1160年－1198年）和桑喬（1161年－1223年）。 她在1152年4月4日懷孕時，她寫了一份遺囑訂明若她難產而死會將她的王國遺贈給她的丈夫。
因為拉蒙·貝倫格爾四世自1144年以來已經是他的侄兒年輕的伯爵拉蒙·貝倫格爾二世的攝政，當她的丈夫離開前去普羅旺斯時（1156年－1157年），佩德羅尼拉逗留在巴塞羅那。根據記錄顯示佩德羅尼拉在拉蒙·貝倫格爾四世不在國內時，經常在聖佩德羅-德比拉馬霍爾及聖塞洛尼兩地往來主持大局。

## 寡居
1162年，佩德羅尼拉的丈夫拉蒙·貝倫格爾四世逝世後，佩德羅尼拉接受繁榮的貝薩盧伯國及里斯谷作為食邑。當她的長子拉蒙·貝倫格爾於1164年7月18日只有七歲時（兄長佩德羅早夭），佩德羅尼拉放棄阿拉貢王位並將其交給他。拉蒙·貝倫格爾從母親手上繼承王位時，他把自己的名字改名為阿方索，是為阿方索二世。然後，次子佩德羅亦改名為拉蒙·貝倫格爾。因新国王年幼，退位后的佩德罗尼拉以摄政名义继续执政。
佩德羅尼拉於1173年10月在巴塞羅那逝世，並被埋葬在巴塞羅那主教座堂；但是她的墳墓已經失去踪影。在佩德羅尼拉去世後，貝薩盧伯國和里斯谷恢復成為巴塞羅那伯國的直轄領地，她的兒子阿方索二世於1174年將貝薩盧伯國賜予他的妻子卡斯蒂利亞的珊莎 。在里貝斯，地方執行官拉蒙已經為自己建立了一個近乎獨立的行政機關。在拉蒙·貝倫格爾四世去世後，他曾為佩德羅尼拉進行了庫存，他的兒子和同族在此掌權至1198年。